# Protojoséite
La protojoséite è un minerale non approvato dall'IMA.